# Divadlo Járy Cimrmana

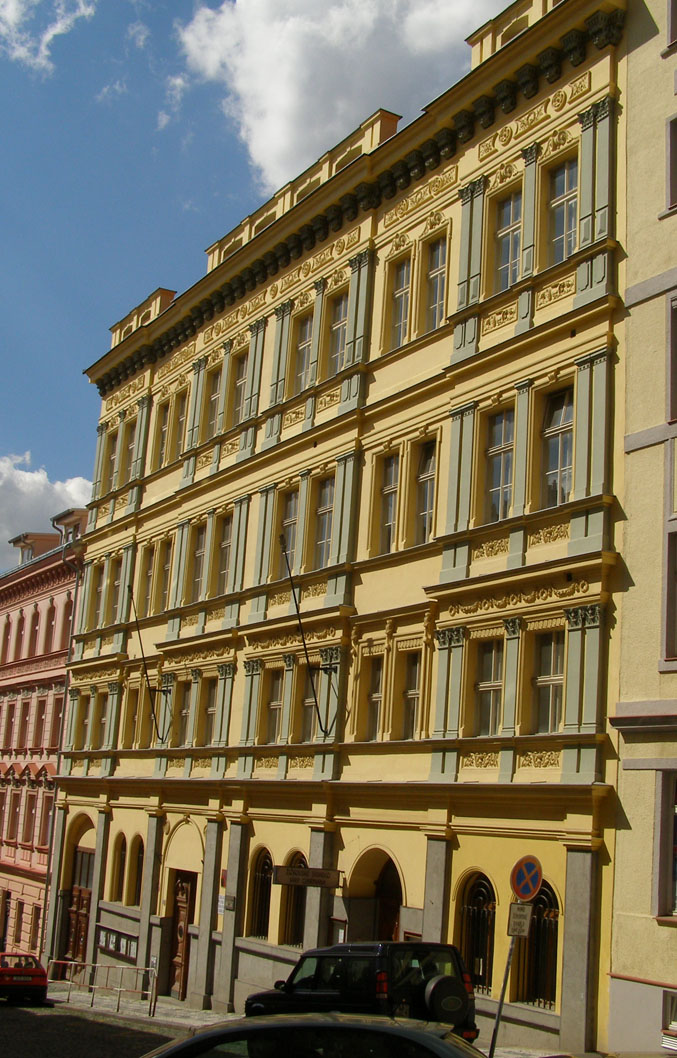
Divadlo Járy Cimrmana in Prag-Žižkov

Im Prager Stadtteil Žižkov befindet sich das 1967 gegründete Divadlo Járy Cimrmana (Jára-Cimrman-Theater), abgekürzt DJC. Das Theater, benannt nach dem fiktiven Genius Jára Cimrman, zählt zu den bekannten Kleinkunstbühnen in Tschechien.

## Geschichte
Das Gebäude in der Straße Štítného 5, wo das Theater seit 1992 spielt, wurde bereits 1875 erbaut und diente ab den frühen 1920er Jahren als Bühne. Nach einer Restaurierung 1976 spielte dort das Theater Žižkovské divadlo, und als dort 1992 Divadlo Járy Cimrmana einzog, benannte sich dieses um in Žižkovské divadlo Járy Cimrmana und verwendet seitdem diesen zusammengesetzten Namen. Es wurde 1996 noch einmal gründlich restauriert.
In diesem Theater werden nur Stücke aufgeführt, die sich um die fiktive Gestalt des Universalgenies Jára Cimrman drehen. 
Die bekanntesten Stücke des Repertoires stammen von den Autoren Ladislav Smoljak und Zdeněk Svěrák.

## Bühnen
Das DJC hatte in der Vergangenheit viele Probleme, eine entsprechende Bühne für seine Aufführungen zu finden. Die erste Aufführung fand – noch im privaten Rahmen – am 19. Juni 1967 in dem Prager Klub und Konzertsaal Malostranská beseda statt, wo das Theater dann die nächsten fünf Jahre auftreten konnte. Nachdem es diese Bühne im Januar 1972 auf eine staatliche Anordnung hatte verlassen müssen, fand es im selben Monat ein Asyl in den Räumen des Theaters Reduta; kurz darauf wurde der Betrieb in Reduta infolge einer Anweisung derselben Behörde unterbrochen, und das Divadlo Járy Cimrmana erhielt das Verbot, im gesamten Prager Stadtgebiet aufzutreten. Trotz dieses Verbots konnte es ab Juni 1972 in Divadlo Na zábradlí gastieren und kehrte dann im September 1972 nach Reduta zurück, wo es bis 1974 spielte. Im November 1974 wurde das DJC durch die staatliche Theaterbehörde „entlassen“, durfte keine Requisiten oder Kostüme und Ähnliches behalten und spielte provisorisch an diversen Stellen, teilweise in Studentenwohnheimen usw. Ab März 1975 verhandelten die Behörden erneut mit DJC, das Theater durfte ab September 1975 eine kleine Bühne mit 150 Zuschauerplätzen benutzen. Als am 1. November 1975 der Bühnenmeister Andrej Krob unweit von Prag Havels Adaptation von The Beggar’s Opera uraufführte, wurde diese als antistaatlich bezeichnet, Krob verließ freiwillig das Theater, um ihm nicht zu schaden. Das DJC konnte die Bühne noch acht Jahre nutzen, bis es im Dezember unter einem Vorwand die Räumlichkeiten verlassen musste und wieder nur provisorische Bühnen und die Räumlichkeiten des Theaters Strašnické divadlo benutzen konnte – und in einigen Fällen mit der Zensur kämpfen musste. Ab 1992 bezog DJC seine heutige Bühne und trat auch im Ausland auf.

## Theaterstücke
- Akt, die erste Aufführung des Theaters vom 19. Juni 1967
- Die Untersuchung des Verlustes des Klassenbuches (Vyšetřování ztráty třídní knihy), 1967
- Das Gasthaus an der Lichtung (Hospoda na mýtince), 1969
- Der Mord im Salonabteil (Vražda v salónním coupé), 1970
- Der stumme Bobeš (Němý Bobeš), 1971
- Cimrmann im Reich der Musik (Cimrman v říši hudby), 1973
- Der Lange, der Breite und der Kurzsichtige (Dlouhý, Široký a Krátkozraký), 1974
- Der Bote aus Liptákov (Posel z Liptákova), 1977
- Der Platzregen (Lijavec), 1982
- Die Eroberung des Nordpols (Dobytí severního pólu), 1985
- Blaník, 1990
- Der Sprung (Záskok), 1994
- Die Zwetschke (Švestka), 1999
- Afrika, 2003
- Der Tschechische Himmel (České nebe), 2008

## Statistik 1967–2007
Zwischen 1967 und 2007 gab es fast 11 000 Aufführungen, dies entspricht durchschnittlich 275 Vorstellungen pro Jahr. Die Vorstellungen sind oft bis zu zwei Monate im Voraus ausverkauft. Außerdem wurden fast eine Million Schallplatten, Audiokassetten und CDs verkauft.